# Норт Орора (Илиноис)
Норт Орора (енгл. North Aurora) град је у америчкој савезној држави Илиноис.

## Демографија
По попису из 2010. године број становника је 16.760, што је 6.175 (58,3%) становника више него 2000. године.
| Група             | 2000.         | 2010.          |
| Белци             | 8.671 (81,9%) | 12.285 (73,3%) |
| Афроамериканци    | 474 (4,5%)    | 872 (5,2%)     |
| Азијати           | 269 (2,5%)    | 822 (4,9%)     |
| Хиспаноамериканци | 1.025 (9,7%)  | 2.514 (15,0%)  |
| Укупно            | 10.585        | 16.760         |